# 静岡女子薬学校
| 静岡女子薬学校       | 静岡女子薬学校       |
| -------------------- | -------------------- |
| 瓦場キャンパスの本館 |                      |
| 創立                 | 1916年4月            |
| 所在地               | 静岡県静岡市瓦場町   |
| 初代校長             | 岩﨑照吉             |
| 廃止                 | 1947年3月            |
| 後身校               | 静岡女子薬学専門学校 |
| 同窓会               | 静薬学友会           |

静岡女子薬学校（しずおかじょしやくがっこう、英語: Shizuoka Women's School of Pharmacy）は、かつての日本の旧制の私立薬学校である。静岡県静岡市に本部を置いた。略称は静女薬、女子薬。

## 概観

### 薬学校全体

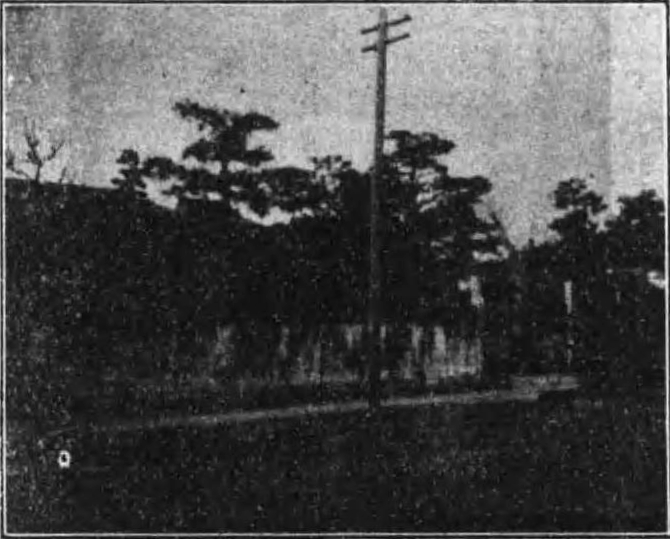
鷹匠キャンパスが設置されていた岩﨑眼科医院

静岡女子薬学校は、医師である岩﨑照吉により創設された旧制の私立薬学校である。岩﨑は女子に対する高等教育の必要性を唱え、1916年（大正5年）4月に静岡女子薬学校を開校させた。当時の大日本帝国においては、女性に対する高等教育の場が圧倒的に少なかった。また、高い専門性を持った医療系の人材が男女問わず不足していた。こうした状況下で、静岡女子薬学校は数少ない女子を対象とする高等教育機関として知られた。
のちに旧制の専門学校に昇格しているが、大日本帝国における女子薬学専門学校は全国でもわずか8校しか存在せず、そのほとんどは東京府など大都市圏に置かれていた。そのため、地方における女子薬学専門学校は貴重な存在であり、地域社会の薬学振興にも重要な役割を果たした。

### 教育および研究
静岡県に設置された旧制薬学校として、女子に対して薬学に関する高等教育を教授していた。

## 沿革

### 略歴

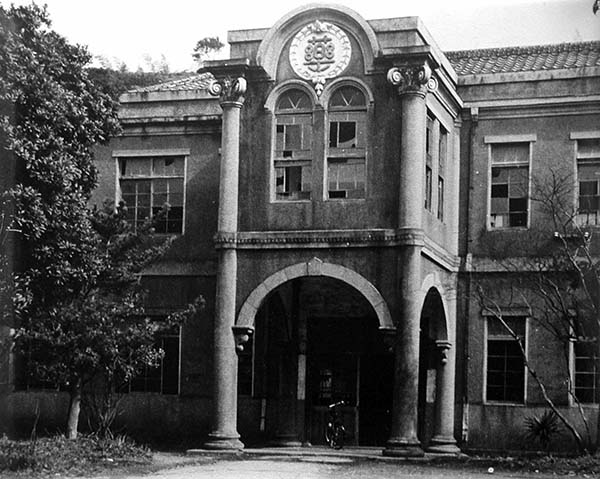
瓦場キャンパスの本館。1930年竣工

1916年（大正5年）2月、静岡県知事により静岡女子薬学校の設置が認可された。これを受け、同年4月に修業年限を3年とする静岡女子薬学校が開校した。1919年（大正8年）には薬剤師検定試験受験資格が認められた。同年3月、第1回の卒業生を送り出した。当初は静岡県静岡市鷹匠町に本部が置かれていたが、岩﨑照吉の運営する岩﨑眼科医院の一角を間借りする形であった。手狭であったことから静岡市瓦場町に校地を取得し、1924年（大正13年）に新校舎が竣工した。これを受け、1925年（大正14年）に鷹匠キャンパスから瓦場キャンパスに移転を果たした。なお、1924年（大正13年）10月より入学資格が高等女学校卒業程度とされている。
1925年（大正14年）10月、創設以来校長を務めてきた岩﨑照吉が在任中に死去した。その結果、一転して廃校の危機に陥る。1926年（大正15年）11月から同年12月にかけて新たな校主と校長が着任し、学校の再建に向けて動き出した。2代目校長となった篠田恒太郞は建て直しに尽力した。1927年（昭和2年）4月には寄宿舎が竣工した。1930年（昭和5年）にはモダンな本館が建設され、瓦場キャンパスの施設が整った。1927年（昭和2年）12月には『静岡女子薬林』が創刊された。また、1933年（昭和8年）1月には生徒会誌として『恒星』が創刊された。同年1月、校長の篠田が死去した。
太平洋戦争の戦火の中、1943年（昭和18年）11月に薬学専門学校相当指定願を文部省に提出した。1944年（昭和19年）3月には「静岡女子厚生薬学専門学校」の設立認可願を提出したものの、こちらは1945年（昭和20年）1月には取り下げた。1944年（昭和19年）8月25日付で薬学専門学校相当として指定される。これを受け、1945年（昭和20年）に静岡女子薬学専門学校が設置された。以降、しばらくは静岡女子薬学専門学校と静岡女子薬学校は並行して存続した。1947年（昭和22年）3月、静岡女子薬学専門学校に併設されていた静岡女子薬学校は閉校した。

### 年表
- 1916年 - 静岡女子薬学校設置[7][8]。
- 1924年 - 校舎竣工[2]。
- 1925年 - 鷹匠キャンパスから瓦場キャンパスに移転[2]。
- 1930年 - 本館竣工[2]。
- 1945年 - 静岡女子薬学専門学校設置[7][8]。
- 1947年 - 静岡女子薬学校廃止。

### 歴代校長
| 静岡女子薬学校 校長 | 静岡女子薬学校 校長 | 静岡女子薬学校 校長 | 静岡女子薬学校 校長 | 静岡女子薬学校 校長 | 静岡女子薬学校 校長  | 静岡女子薬学校 校長 |
| 代                  | 氏名                | 氏名                | 就任日              | 退任日              | 主要な経歴           | 備考                |
| ------------------- | ------------------- | ------------------- | ------------------- | ------------------- | -------------------- | ------------------- |
| 1                   |                     | 岩﨑照吉            | 1916年2月           | 1925年10月9日       | 岩﨑眼科医院院長     |                     |
| 2                   |                     | 篠田恒太郞          | 1926年12月          | 1933年1月12日       | 公立静岡病院薬局局長 |                     |
| ‐                   |                     | 石上喜一            | 1933年1月           | 1937年3月           |                      | （校長事務取扱）    |
| 3                   |                     | 林寛三              | 1937年3月           | 1938年3月           |                      |                     |
| ‐                   |                     | 渡辺和兵衛          | 1938年4月           | 1945年3月           |                      | （校長事務取扱）    |

## 薬学校関係者と組織

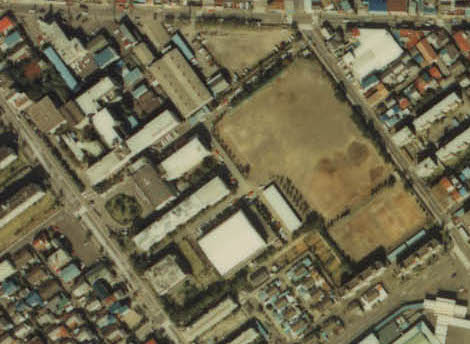
後身である静岡薬科大学の小鹿キャンパスの航空写真（1983年撮影。）

### 薬学校関係者組織
同窓会は「静薬学友会」と称し、旧制の静岡女子薬学専門学校、静岡薬学専門学校、および、新制の静岡薬科大学、静岡県立大学薬学部・大学院薬学研究科・大学院薬食生命科学総合学府薬学専攻・薬科学専攻・薬食生命科学専攻薬学系講座と合同で組織されている。

### 薬学校関係者一覧
薬学校関係者の一覧は、後身である静岡県立大学の一覧と同一のページに掲載している。
- 静岡県立大学の人物一覧